# Linheraptor exquisitus
Linheraptor exquisitus es la única especie conocida del género extinto Linheraptor de dinosaurio terópodo dromeosáurido, que vivió a finales del período Cretácico,hace aproximadamente 75 millones de años durante el Campaniense, en lo que es hoy Asia. 

## Descripción
Linheraptor era un dinosaurio terópodo con forma de pájaro. Era un dromeosáurido que medía aproximadamente 1,8 metros de longitud y pesaba hasta aproximadamente 25 kilogramos. En ese tamaño, Linheraptor habría sido un depredador rápido y ágil, quizás aprovechando pequeños ceratopsios. Como todos los dromaeosauridos, tenía un cráneo alargado, un cuello curvo, una uña del pie agrandada en cada pie y una cola larga. Linheraptor era bípedo y carnívoro , las garras del dedo gordo pueden haber sido utilizadas para capturar presas.

## Descubrimiento e investigación
Los investigadores anunciaron el descubrimiento del género después de que Jonah N. Choiniere y Michael Pittman  encontraran un esqueleto fosilizado casi completo en 2008 en Mongolia Interior. En 2015 se publicó información más detallada. El espécimen fue recuperado de rocas en Bayan Mandahu que pertenecen a la Formación Wulansuhai. Este último incluye litologías que son muy similares a la de las rocas de la Formación Djadokhta de Mongolia datadas del Campaniano que han dado los dromeosáuridos estrechamente relacionados, como Tsaagan y Velociraptor. El espécimen holotipo de Linheraptor, articulado y sin comprimir, es uno de los pocos esqueletos casi completos de dinosaurios dromaeosáuridos en todo el mundo. [1] El nombre del género se refiere al distrito de Linhe, Mongolia Interior, China, donde se descubrió el espécimen, mientras que el nombre específico , exquisito , se refiere a la naturaleza bien conservada del holotipo, catalogado IVPP V 16923.

## Clasificación
Entre sus taxones hermanos, se cree que Linheraptor está más estrechamente relacionado con Tsaagan mangas. Linheraptor y Tsaagan fueron intermedios entre los dromaeosáuridos basales y derivados. Los dos comparten varios detalles del cráneo, entre los que se encuentra una gran fenestra maxilar, una abertura en el maxilar superior , un hueso de la mandíbula superior, y carecen de varias características de los dromaeosauridos más derivados, como Velociraptor. Senter en 2011 y Turner, Makovicky y Norell en 2012 sostienen que Linheraptor exquisitus es un sinónimo más moderno de Tsaagan mangas, pero Xu, Pittman et al. en 2015 rechazan esta sinonimia respondiendo a los argumentos propuestos utilizando detalles nuevos y existentes de la anatomía de Linheraptor.

## Galería

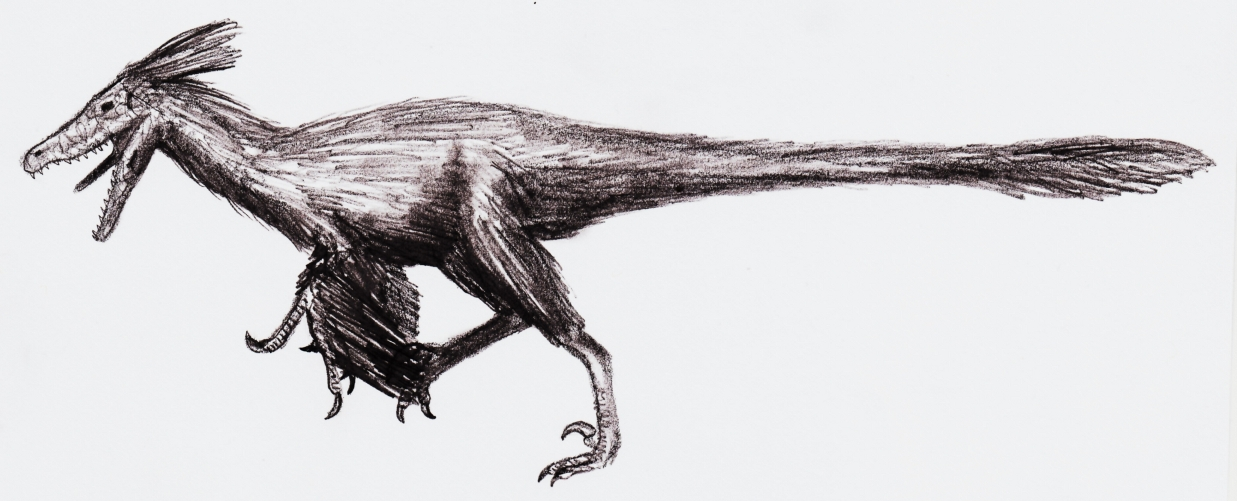
Linheraptor exquisitus.
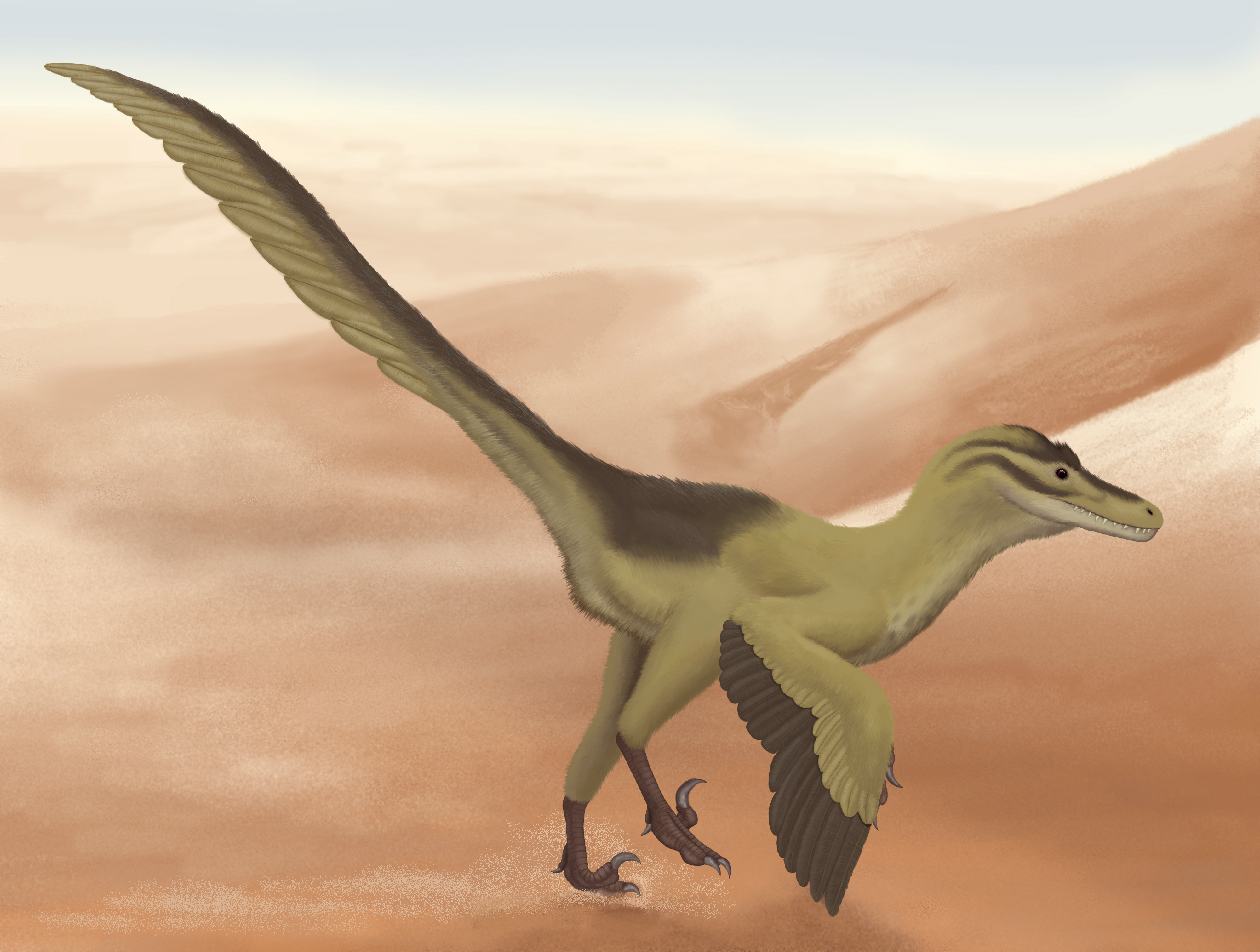
Reconstrucción de la vida de Linheraptor en su árido hábitat desértico.
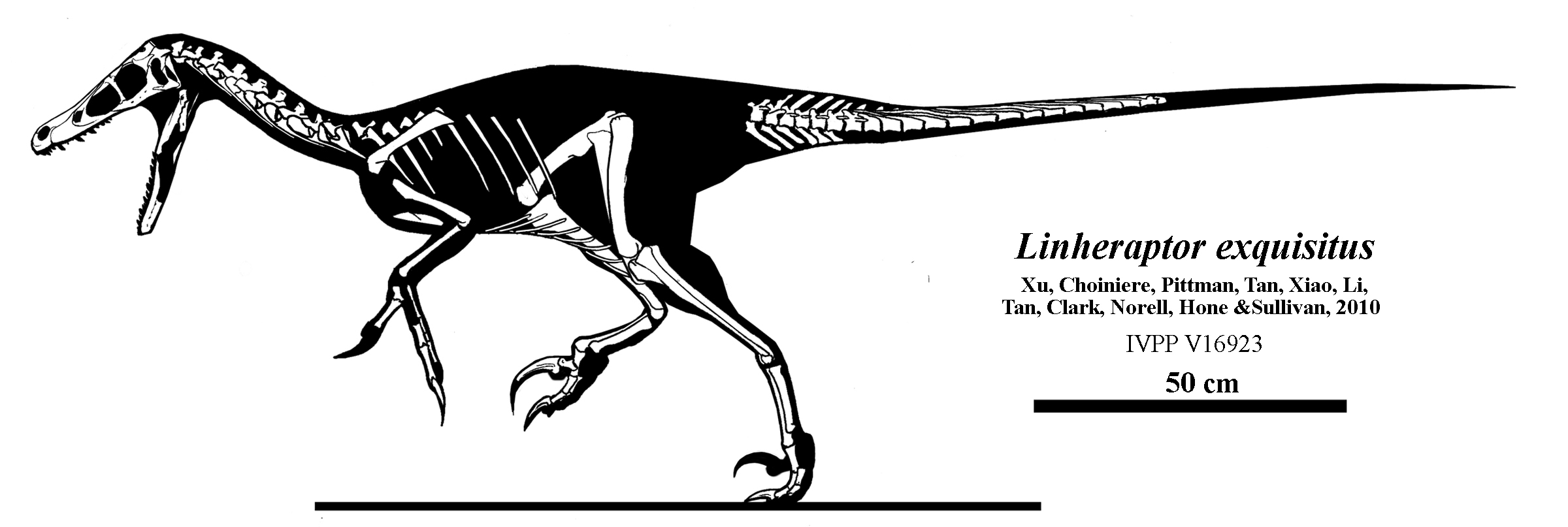
Restauración esquelética que muestra elementos conocidos.